# 白马关镇
白马关镇，是中华人民共和国四川省德阳市罗江区下辖的一个乡镇级行政单位。2019年11月，撤销蟠龙镇，将其所属行政区域划归白马关镇管辖。

## 行政区划
白马关镇下辖以下地区：
万佛村、广济村、松林口村、三叉河村、凤雏村、接引村、换马村和二酉村。